# 퍼킨스 4.236엔진
퍼킨스 4.236엔진은 현대 4.236엔진으로 불리며 현대자동차가 1977년부터 1981년까지 영국 퍼킨스 사로부터 기술제휴를 얻어서 생산한 엔진이다.

## 특징
배기량은 3,860cc였으며 엔진 모델명에서 4는 4기통을, 236은 236 세제곱인치 배기량을 의미한다. 따라서 4.236은 4기통, 236은 3,860cc가 된다.
이 엔진은 대한민국에서는 디젤 엔진으로만 생산되었다.

## 엔진 장착 차종

### 현대자동차
이 엔진은 1977년부터 1981년까지 생산된 현대자동차의 고유 모델인 현대 바이슨 트럭에 얹혔다.

### 해외
- 볼보 F82
- 볼보 F83